# Rough Sea at Dover
Rough Sea at Dover, známý také jako Gale at Dover nebo Sea Waves at Dover, je britský krátký film z roku 1895. Režiséry a producenty jsou Birt Acres (1854–1918) a Robert W. Paul (1869–1943). Film trvá necelou minutu. Poprvé byl představen 23. dubna 1895 na lodi v Atlantiku. Oficiální premiéru měl 14. ledna 1896 v Královské fotografické společnosti v Londýně. Acres některé své filmy (tento ne) promítl už 10. ledna 1896 Lyonsdownské fotografické společnosti, tedy asi jen dva týdny po prvním veřejném promítání bratrů Lumièrů v Salon indien du Grand Café v Paříži. Snímek se dostal i do Spojených států, kde měl 23. dubna 1896 v New Yorku premiéru spolu s dalšími filmy Edisonovy společnosti.

## Děj
Film zachycuje rozbouřené moře, jehož vlny zaplavují nábřeží a pobřeží přístavního města Dover.